# Tarcal
Tarcal är en ort i Ungern.   Den ligger i provinsen Borsod-Abaúj-Zemplén, i den nordöstra delen av landet, 190 km öster om huvudstaden Budapest. Tarcal ligger 147 meter över havet och antalet invånare är 3 283.
Terrängen runt Tarcal är platt västerut, men österut är den kuperad. Terrängen runt Tarcal sluttar söderut. Runt Tarcal är det ganska tätbefolkat, med 62 invånare per kvadratkilometer. Närmaste större samhälle är Szerencs, 10,8 km väster om Tarcal. Omgivningarna runt Tarcal är en mosaik av jordbruksmark och naturlig växtlighet.